# 그랑보역
그랑보역(프랑스어: Gare de Grandvaux)은 스위스 보주의 부르앙라보 지자체 내의 그랑보 지역에 있는 기차역이다. 스위스 연방 철도의 표준궤 로잔-베른선의 중간 정류장이다.

## 운행편
2020년 12월 시간표 변경에 따라 다음 서비스가 그랑보에서 정차한다.
- RER 보 S4 / S6 : 로잔과 팔레지유 사이에 30분 간격 운행; 알라망까지 매시간 운행 ; 평일 러시아워 서비스는 팔레지유에서 로몽까지 계속된다.